# Edmond Adam (écrivain)
Pour les articles homonymes, voir Edmond Adam et Adam (homonymie).
Edmond Adam est un écrivain français né le 4 septembre 1889 à Libourne (Gironde), mort pour la France le 24 août 1918 à La Veuve (Marne), grièvement atteint à la tête au cours d'un combat entre Courmelois et Thuisy le 21 août précédent.

## Biographie

### Carrière des armes
- Avant son incorporation, Edmond Adam, bachelier, est conducteur de travaux des Ponts et Chaussées.
- Incorporé au 2e régiment du génie en 1912, il est classé « service auxiliaire » pour « faiblesse de musculature ». Au début de la guerre, il est reclassé « service armé » à sa demande. Devenu sous-officier, il passe aspirant au 1er régiment du génie en 1917, puis sous-lieutenant au 6e régiment du génie en janvier 1918 après l'École des Élèves officiers de Versailles[1].
- En décembre 1916, il fait partie des soldats qui construisent un pont à Avignon[réf. souhaitée].
- Le 3 septembre 1917, il participe à un raid contre les Allemands, faisant plus de 80 prisonniers[réf. souhaitée].
- Il est décoré au grade de Chevalier de Légion d'honneur en 1918[1] et son nom est gravé dans la pierre du Panthéon à Paris puisqu'il fait partie des 560 écrivains morts pour la France de 1914 à 1918.

### Carrière des lettres
Auteur et poète, il correspond, pendant la Première Guerre mondiale, avec Philéas Lebesgue, poète, critique littéraire, rédacteur au Mercure de France. Cette correspondance à forte charge émotive (Edmond Adam est un soldat pacifiste), est en partie retranscrite dans la thèse de François Beauvy, Philéas Lebesgue et ses correspondants en France et dans le monde de 1890 à 1958.
La première lettre d'Edmond Adam parvient à Philéas Lebesgue le 3 juin 1917 : il le remercie pour ses critiques enthousiasmantes sur un sonnet écrit en allemand. Le 14 septembre 1917, il écrit un poème intitulé « Les deux Frances » (sic) où il condamne l'embuscade du 3 septembre 1917. Le 10 novembre 1917, il écrit un drame, Je vis, qui révèle ses espoirs et ses craintes. Puis, dans une lettre du 22 juin de la même année, le poète confie à Philéas Lebesgue son projet d'un « renouveau de la poésie dramatique » où « le vers libre permettrait d'exprimer les sentiments les plus beaux ». Il fait alors référence à son futur essai, son manifeste littéraire, qu'il nomme Le Néostiche ou le verbe intégral, que le poète lui envoie le 2 mai 1918. Philéas Lebesgue préfacera l'œuvre pour sa publication posthume en 1919. Son œuvre a quelques échos dans la presse puisque la journaliste Henriette Charasson, dans un de ses articles de la revue Le Rappel, en 1919, loue l'œuvre du jeune poète, "en une langue que vous ne goûterez guère, des propositions sur le vers libre dont j'aimerais discuter avec vous si j'en avais le temps et la place".
Pendant la guerre, Edmond Adam lit notamment les œuvres  d'Émile Verhaeren, qui donne des conférences contre la guerre. Il fait la connaissance de Maurice Wullens, soldat et écrivain anarchiste et cofondateur de la revue mensuelle littéraire Les Humbles, qui éditera et défendra ses œuvres, comme le prouvent ces lettres éditées dans Les Cahiers idéalistes français de 1918 où le directeur des Humbles répond à l'accusation « germano-défaitiste » de sa revue, lancée par le directeur de la Nouvelle Revue Wallonne, Paul Magnette, à la suite de la publication de Poèmes de tranchées d'Edmond Adam, car ils sont écrits en langue allemande, alors que la France est en guerre contre l'Allemagne. Mais il ne sait pas que le jeune poète est également un soldat sur le front, comme lui fera remarquer Edmond Adam lui-même dans une lettre envoyée à Maurice Wullens, à destination de Paul Magnette.

## Publications
- Le néostiche et le verbe intégral, essai sur les tendances poétiques contemporaines, 36 pages, préface de Philéas Lebesque, janvier 1919, Paris, Les Humbles.
- Nisita ou les Amours d'Eurydès, palimpseste d'un Hellène ignoré, 1925, Paris, Les Humbles.

## Pour approfondir